# Championnat du Mozambique de football 1979
Navigation
Saison précédente Saison suivante
La saison 1979 du Championnat du Mozambique de football est la quatrième édition du championnat de première division au Mozambique. Les clubs participent d'abord à leur championnat régional et les meilleurs de chaque zone se qualifient pour la phase finale nationale. Le tenant du titre est automatiquement qualifié pour la phase finale.
C'est le CD Costa do Sol qui remporte le championnat cette saison après avoir terminé en tête de la poule finale, avec un seul point d'avance sur le CD Maxaquene et deux sur Textáfrica do Chimoio. C'est le tout premier titre de champion du Mozambique de l'histoire du club.

## Les clubs participants
| - Maputo : - CD Costa do Sol - CD Maxaquene - Grupo Desportivo de Maputo - Clube Ferroviario de Maputo - Cabo Delgado : - Associação Desportiva de Pemba - Niassa : - Desportivo Shai - Nampula : - Muhaivire de Nampula - Namutequeliua de Nampula | - Tete : - Desportivo de Tete - Zambézia : - Ferroviario de Quelimane - Manica/Sofala : - Textáfrica do Chimoio - Palmeiras de Beira - GD Companhia Têxtil do Punguè - Clube Ferroviário da Beira - Gaza : - Clube de Gaza - Inhambane : - Nova Aliança |

## Compétition

### Tour préliminaire
Les seize clubs qualifiés sont répartis en deux poules et affrontent une fois chacun de leurs adversaires. Seuls les trois premiers se qualifient pour la poule finale.
| Rang | Équipe                         | Pts | J | G | N | P | Bp | Bc | Diff |
| ---- | ------------------------------ | --- | - | - | - | - | -- | -- | ---- |
| 1    | CD Maxaquene                   | 12  | 7 | 5 | 2 | 0 | 29 | 6  | +23  |
| 2    | Clube Ferroviário da Beira     | 10  | 7 | 4 | 2 | 1 | 12 | 5  | +7   |
| 3    | Textáfrica do Chimoio          | 9   | 7 | 4 | 1 | 2 | 14 | 11 | +3   |
| 4    | Grupo Desportivo de MaputoT    | 8   | 7 | 3 | 2 | 2 | 20 | 15 | +5   |
| 5    | Ferroviario de Quelimane       | 8   | 7 | 2 | 4 | 1 | 9  | 8  | +1   |
| 6    | Associação Desportiva de Pemba | 6   | 7 | 3 | 0 | 4 | 10 | 23 | -13  |
| 7    | Nova Aliança                   | 3   | 7 | 1 | 1 | 5 | 6  | 16 | -10  |
| 8    | Namutequeliua de Nampula       | 0   | 7 | 0 | 0 | 7 | 3  | 19 | -16  |

| Rang | Équipe                        | Pts | J | G | N | P | Bp | Bc | Diff |
| ---- | ----------------------------- | --- | - | - | - | - | -- | -- | ---- |
| 1    | CD Costa do Sol               | 13  | 7 | 6 | 1 | 0 | 33 | 7  | +26  |
| 2    | Clube Ferroviario de Maputo   | 10  | 7 | 5 | 0 | 2 | 22 | 11 | +11  |
| 3    | Palmeiras de Beira            | 10  | 7 | 4 | 2 | 1 | 12 | 5  | +7   |
| 4    | GD Companhia Têxtil do Punguè | 9   | 7 | 4 | 1 | 2 | 13 | 7  | +6   |
| 5    | Muhaivire de Nampula          | 7   | 7 | 3 | 1 | 3 | 21 | 13 | +8   |
| 6    | Clube de Gaza                 | 4   | 7 | 1 | 2 | 4 | 2  | 22 | -20  |
| 7    | Desportivo de Tete            | 2   | 7 | 1 | 0 | 6 | 3  | 21 | -18  |
| 8    | Desportivo Shai               | 1   | 7 | 0 | 1 | 6 | 1  | 21 | -20  |

### Poule finale
Tous les matchs sont disputés à l'Estadio Nacional da Machava de Maputo, du 22 octobre au 6 novembre 1979.
| Rang | Équipe                      | Pts | J | G | N | P | Bp | Bc | Diff |
| ---- | --------------------------- | --- | - | - | - | - | -- | -- | ---- |
| 1    | CD Costa do Sol             | 7   | 5 | 2 | 3 | 0 | 8  | 4  | +4   |
| 2    | CD Maxaquene                | 6   | 5 | 1 | 4 | 0 | 4  | 2  | +2   |
| 3    | Textáfrica do Chimoio       | 5   | 5 | 2 | 1 | 2 | 7  | 9  | -2   |
| 4    | Palmeiras de BeiraC         | 4   | 5 | 1 | 2 | 2 | 8  | 5  | +3   |
| 5    | Clube Ferroviário da Beira  | 4   | 5 | 1 | 2 | 2 | 5  | 12 | -7   |
| 6    | Clube Ferroviario de Maputo | 4   | 5 | 1 | 2 | 2 | 8  | 8  | 0    |

|  | Qualification pour la Coupe des clubs champions africains 1980 |
|  | Qualification pour la Coupe des Coupes 1980                    |
|  | C : Vainqueur de la Coupe du Mozambique                        |

## Bilan de la saison
| Championnat du Mozambique de football 1979 |                             |
| Champion                                   | CD Costa do Sol (1er titre) |
| Coupes et trophées                         |                             |
| Vainqueur de la Coupe du Mozambique 1979   | Palmeiras de Beira          |
| Qualifications continentales               |                             |
| Coupe des clubs champions africains 1980   | CD Costa do Sol             |
| Coupe des Coupes 1980                      | Palmeiras de Beira          |
| Promotions et relégations                  |                             |
| Promus en Moçambola                        | Aucun                       |
| Relégués                                   | Aucun                       |